# U2
A U2 (IPA:juːˈtuː) ír rockegyüttest 1976-ban alapította Paul Hewson (művésznevén Bono) énekes, David Evans (művésznevén The Edge) gitáros, Adam Clayton basszusgitáros és Larry Mullen Jr. dobos Dublinban. Az 1980-as évektől a világ egyik legnépszerűbb zenekarának számítanak, világszerte eddig hozzávetőlegesen 173,5 millió eladott albummal büszkélkedhetnek. Amerikában hat, Angliában kilenc listavezető lemezük jelent meg, és különböző kategóriákban eddig összesen 22 Grammy-díjat nyertek.
Bár korlátozott zenei tudással kezdtek a zenélésbe, később olyan zenetörténetileg megkerülhetetlen albumokat adtak ki, mint az 1987-es The Joshua Tree és az 1991-es Achtung Baby. Zenéjük a korai letisztult rocktól az effektusokkal feldúsított popzenéig terjedt, miközben az alternatív rock fejlődésében is nagy szerepet játszottak. Utóbbi albumaikon egy érdekes fejlődéstörténet után visszatértek a korai éveik egyszerűbb, puritán rockzenéjéhez.
A zenekarnak a 2000-es években is sikerült megőriznie kritikai és közönségsikerét. A Rolling Stone magazin Minden idők legnagyobb művészei listáján a 22. helyre sorolta a csapatot, 2002-ben pedig beiktatták őket a Rock and Roll Hall of Fame-be is. Ismertek még az aktív karitatív tevékenységükről, az elmúlt évtizedekben több segélykoncerten és kampányban vettek részt.

## Az együttes története

### Megalakulás és a kezdetek (1976–1979)
A U2 Dublinban alakult meg, 1976-ban. A 14 éves Larry Mullen gimnáziuma hirdetőtábláján zenészeket keresett egy új együtteshez. A jelentkezőkből egy öttagú zenekar állt össze, Feedback néven. Mullen dobolt, Adam Clayton basszusgitározott, Paul Hewson (Bono) énekelt, Dave Evans és testvére, Dik gitározott.
Tizennyolc hónapnyi felkészülés után az együttes nevet változtatott (The Hype). Már ezen a néven léptek fel egy tehetségkutató műsorban Limerickben, 1978. március 17-én, amit meg is nyertek (500 fontot keresve). A zsűriben ott ült a CBS Records egyik munkatársa, Jackie Hayden, aki felajánlotta nekik, hogy elkészíthetik nála első demófelvételüket.
A dublini punk rock egyik meghatározó alakja Steve Averill (ismertebb nevén Steve Rapid a Radiators from Space együttesből) jegyezte meg, hogy a The Hype ("felhajtás") név nem elég jó. Hogy ki vetette fel a U2 nevet, nem tudni, de különlegessége miatt emellett döntöttek (ez az elnevezése egy felderítő repülőgépnek és egy tengeralattjárónak is). (Néhányan úgy tartják, a név az együttes azon meggyőződését is kifejezi, hogy a közönség egyenértékű partner a koncerteken, s ugyanúgy részese a zenének, mint a zenekar tagjai – a betű és a szám ugyanis kiolvasva úgy hangzik, mint a you too, azaz "te/ti is". Az együttest nem kedvelők ugyanezt úgy értelmezik, hogy "te is [tudsz ilyen zenét csinálni]".)
1978 márciusában a csapat 4 tagúra szűkült, mivel úgy döntöttek, Dik nélkül folytatják az utat. Dik később a Virgin Pruneshoz, egy másik dublini együtteshez csatlakozott. Májusban Paul McGuinness lett a U2 menedzsere.
A négytagúvá vált zenekar, amelynek kisebb helyi rajongótábora is kialakult már, 1979 szeptemberében kiadta első kislemezét, a U2-3-t, amely az ír slágerlisták élére került. Decemberben Londonba utaztak, első Írországon kívüli fellépésükre, de nem sikerült felhívni magukra sem a közönség, sem a kritikusok figyelmét.

### ABoy,Octoberés aWar(1980–1983)

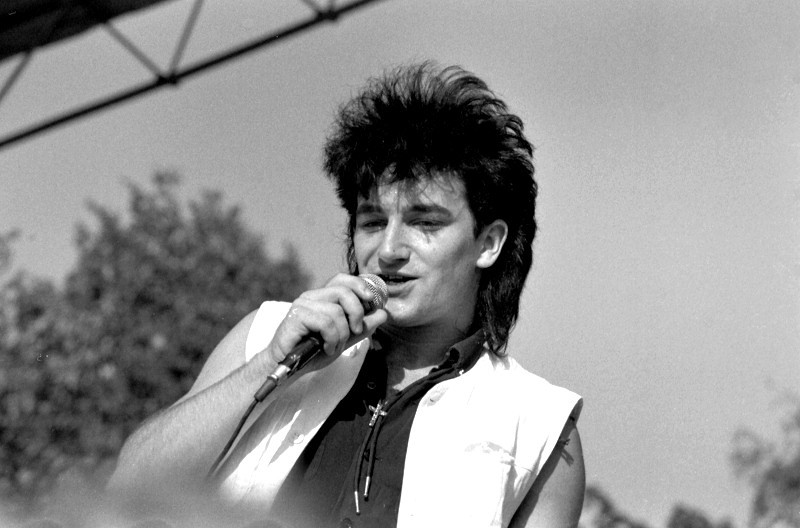
Bono a War turnén Norvégiában, 1983

Az Island Records-szal 1980 márciusában írták alá első lemezszerződésüket. Első albumuk, a Boy az év októberében jelent meg, turnéja során már nemcsak otthon és az Egyesült Királyságban léptek fel.
A második, October című album 1981-ben készült el. A dalok többsége spirituális hangvételű – Bono, Edge és Larry sosem titkolták, hogy mélyen vallásos keresztények. A három zenész egy Shalom nevű vallásos közösséghez csatlakozott Dublinban; mindükben komoly kétségek merültek fel a keresztény hit és a rock and roll életstílus viszonyával kapcsolatban. Még az együttes feloszlása is szóba került, de végül úgy érezték, hogy a két világ nem összebékíthetetlen egymással, s tudnak olyan dalokat írni, amelyek meggyőződésükkel is összhangban vannak.
1983-ban a Warral új irányt vett a U2 története. Ezen az albumon hallható a Sunday Bloody Sunday, amely az észak-írországi helyzettel foglalkozik, az 1972-es véres vasárnapról szólva. Az albumról kimásolt első kislemez, a New Year's Day volt a zenekar első nemzetközi sikert elért dala, az Egyesült Királyságban a slágerlista 10. helyét érte el, és az Egyesült Államokban is majdnem bekerült az első ötvenbe. Az MTV sokat játszotta a klipjét, így a U2 egyre ismertebb lett az USA-ban is. Ekkor már az európai kontinensen és a tengeren túl is telt házas koncerteket adtak. A turné anyagából állították össze az Under a Blood Red Sky című EP-t, és egy koncertfelvételt is kiadtak.

### The Unforgettable Fireés a Live Aid (1984–85)
Negyedik – új kifejezésmódokat kereső – stúdióalbumuk producerei Brian Eno és Daniel Lanois voltak (1984). A címét egy a hirosimai és nagaszaki atomtámadást túlélők által készített festménysorozatról kapta (jelentése: "a feledhetetlen tűz"). Ezen szerepel a Martin Luther Kingnek emléket állító Pride (In the Name of Love) – az első számuk, amely az Egyesült Királyságban az első ötbe, az USA-ban pedig az első ötvenbe kerül a listákon.
A Rolling Stone magazin a U2-t "a nyolcvanas évek zenekarának" nevezi, mondván: egyre több rock and roll rajongó számára ők számítanak a leginkább, sőt sokuknak egyedül csak ők számítanak.
Az etiópiai éhezők megsegítésére rendezett Live Aid koncertet 1985 júliusában több mint egymilliárdan látták világszerte. Bár nem a U2-t szánták az esemény egyik főszereplőjének, Bad című számuk tizenhárom perces verziója hatalmas sikert aratott. Bono lement a színpadról a közönség közé, és együtt táncolt az egyik nézővel. 1986-ban az Amnesty Internationalt támogató Conspiracy of Hope elnevezésű amerikai turné egyik fő fellépője már a U2 volt; a hat koncert mindenhol telt ház előtt zajlott. A kampány eredményeként az Amnesty International tagsága megháromszorozódott.

### The Joshua Treeés aRattle and Hum(1986–1989)
Az album 1987-ben jelent meg, az Egyesült Királyságban rögtön az első helyen kezdett a slágerlistán, és az USA-ban is hamar az élre állt, itt a két kislemez, a With or Without You és az I Still Haven't Found What I'm Looking For is első helyezést ért el. A U2 volt a negyedik rockegyüttes, amely a Time magazin címlapjára került (az előző három: a Beatles, a Band, és a Who).
A The Joshua Tree-turné az egész világon telt házak előtt zajlott; a koncerteken rögzített hang- és filmfelvételekből adták ki a Rattle and Hum című albumot (1988) és dokumentumfilmet (1989). A Rattle and Hum tisztelgés az amerikai zene előtt: az együttes a legendás memphisi Sun Studiosban rögzített egyes számokat, együtt játszott Bob Dylannel és B. B. Kinggel, énekelt Billie Holidayről, mindemellett pedig előadott Beatles-dalokat is. A rajongóknak tetszett a lemez, de egyes kritikusok azzal vádolták a U2 tagjait, hogy egy sorba akarják állítani magukat a megidézett zenei nagyságokkal.

### AzAchtung Baby,aZooropaés a Zoo TV (1990–1993)
Némi szünet után a tagok Berlinben kezdtek el dolgozni következő stúdióalbumukon – ismét Brian Enóval és Daniel Lanois-val. A munka nem ment túl jól, a felvett anyagok nagyon eltértek az eddigi U2-hangzástól, de végül megjelentek, Achtung Baby címen, 1991 novemberében. Az új lemezt mind a közönség, mind a kritikusok lelkesen fogadták. (Születésének nehézségeit és kísérleti jellegét jól mutatja, hogy később a sessionök anyagából két lemezt is kiadtak: Studio Sessions '91 és Unreleased Album.)[forrás?]
1992 elején négy év után ismét amerikai koncertkörútba kezdtek. A Zoo TV turné előadásai multimédiás kompozíciók voltak, a közönség szinte elveszett a vizuális hatások sűrűjében (több száz képernyő, repülő autók és Bono olyan színpadi karakterei, mint a Légy). Az együttes a rock and rollra jellemző mértéktelenséget kívánta kigúnyolni – a színpadon kívül is. Néhányan, ezt félreértelmezve, úgy vélték, a Zoo TV Bono egocentrikusságának kivetítése.
A turné szünetében a U2 ismét stúdióba vonult, hogy felvegyen egy EP-t az Achtung Baby-hez, a lemez azonban nagylemezzé növekedett, és Zooropa címmel jelent meg 1993 júliusában. A Zooropa még inkább eltér a U2 addigi stílusától, mint előző albumuk, különösen a sok – helyenként a technóra emlékeztető – elektronikus zenei effekt miatt.
Ismét egy jó évnyi szünet következett (csak a Batman Forever és a Mission: Impossible filmek zenéje készült ekkor), majd 1995-ben hallattak ismét magukról, amikor Brian Enóval közösen (a formációt Passengers-nek nevezték el) kiadtak egy kísérleti hangvételű albumot Original Soundtracks No. 1 címmel. A lemez – melyen egy számot Luciano Pavarottival adnak elő – nem keltett különösebb érdeklődést sem a zenei világ, sem a rajongók körében.

### APopés a PopMart turné (1995–1998)
1996 elején kezdtek dolgozni következő lemezükön, a Popon, mely a következő év márciusában jelent meg, és 28 országban azonnal a slágerlista élére került. Vegyes fogadtatásban részesül, részben meglehetősen agresszív reklámkampánya miatt. Turnéja, a PopMart 1997 áprilisában kezdődött, és tematikájában a Zoo TV-t követte; látványosságai közül kiemelkedett a 30 méteres aranysárga boltív, a 45 méternyi hosszúságú képernyőfalak és a 10 méteres, tükrök borította gömb. A turné veszteséggel zárt: 100 millió dollárba került, de csak nem egészen 80 millió dollárnyi bevételt hozott.
1998-ban a U2 koncertet adott Belfastban, három nappal a Nagypénteki Egyezményről tartott népszavazás előtt; később pedig az észak-írországi Omagh-ban elkövetett bombamerényletek áldozatainak rendezett gyűjtést segítették fellépésükkel. Az év végén kiadták első válogatáslemezüket (The Best of 1980-1990, két cédén).

### All That You Can't Leave Behind(2000–2004)
A U2 1999 elején vonult ismét stúdióba, a készülő lemez producerei újra Brian Eno és Daniel Lanois lettek. A túlságosan is extravagáns PopMart turné után – mint az sok kritikusnak és más zenei szakembernek is feltűnt – az együttes a Joshua Tree hangvételéhez, stílusához szeretett volna visszatérni, s a Poptól idegenkedő régi rajongóikat visszahódítani.
Az új lemez felvételei közben készítették el Wim Wenders Millió Dolláros Hotel című filmjének zenéjét (a film forgatókönyvének alapjául Bono története szolgált). Az egyik dal, a The Ground Beneath Her Feet szövegét Salman Rushdie írta, azonos című könyvéből merítve.
Az All That You Can’t Leave Behind 2000 októberének végén jelent meg, és az együttes által várt fogadtatásban részesült, a Rolling Stone magazin harmadik mesterművüknek nevezte (az Achtung Baby és a Joshua Tree után). 22 országban is a slágerlisták élén kezdett, a Beautiful Day kislemez pedig három Grammy-díjat kapott. (Az album egyes dalai pedig 2002-ben még négyet.) A 2001 tavaszán kezdődő Elevation koncertkörút különlegessége a színpadról a nézők közé kinyúló szív alakú kifutó volt. A 2001. szeptember 11-ei terrortámadás miatt meg akarták szakítani a turnét, de végül a folytatás mellett döntöttek. A 113 előadásból álló sorozat 80 észak-amerikai állomása összesen 110 millió dollárnyi nyereséget hozott, ennél csak a Rolling Stones 1994-es Voodoo Lounge-turnéja végződött nagyobb nyereséggel.
2002 elején New Orleansban, a 36. Super Bowl szünetében léptek fel. A Where the Streets Have No Name alatt az együttes mögött egy hatalmas vásznat húztak fel, rajta a terrortámadások áldozatainak neveivel. A szám végén Bono kinyitotta dzsekijét, és megmutatta a bélésébe varrt amerikai zászlót – az erről készült képek számos újság és magazin címlapjára kerültek.
2002 végén kijött a második válogatásalbum (The Best of 1990-2000, szintén két cédén).

### How to Dismantle an Atomic Bombés a Vertigo Tour (2004–2005)
A következő album, a How to Dismantle an Atomic Bomb anyagát ellopták az együttestől 2004 júliusában a franciaországi Nizzában. 
Bono hamarosan bejelentette, hogy – a fájlcserélő hálózatok mellett legális lehetőséget is nyújtandó – az albumot meg lehet vásárolni a iTunes Store internetes áruházában, ill. a tervezettnél korábban, még a nyáron megjelenik az üzletekben is. Az előrehozott kiadás azonban végül nem valósult meg: az első kislemezre kimásolt dalt (Vertigo) csak szeptember 24-én kezdték adni a rádiók. A reklámkampányhoz jelentősen hozzájárult, hogy az együttes ingyen engedélyezte a dal használatát az iTunes reklámjaiban.
Az album maga november 22-én (az Egyesült Államokban egy nappal később) jelent meg. 32 országban került a slágerlisták első helyére. Az USA-ban az első héten 840 ezer példányt adtak el belőle. (Az All That You Can't Leave Behind-ból az első hét napon majdnem csak feleennyi fogyott.)
A U2 hosszabb távú együttműködésre lépett az Apple-lel, melynek részeként megjelent az iPod zenelejátszó U2-s változata: fekete előlap piros gombokkal, azaz az új album borítójának színeivel, a hátlapon pedig a tagok aláírásaival. Kiadták továbbá az együttes összes felvételét (The Complete U2), amelynek árából 50 dollárt is elengedtek, ha valaki a U2-iPoddal együtt vásárolta meg.
A második amerikai kislemez, az All Because of You klipjét Manhattan utcáin forgatták, egy teherautó platóján, november 22-én (vagyis egy nappal az album USA-beli megjelenése előtt). Utána egy ingyenes koncertet adtak a Brooklyn Parkban, mintegy háromezer rajongónak, akik az interneten keresztül értesültek a soron kívüli lehetőségről.
A következő európai kislemez (Sometimes You Can't Make It on Your Own) B-oldalán újra egy Bono–Pavarotti-duett szerepel (az Ave Maria Jacknife Lee által készített remixe).
2005. március 14-én a U2 bekerült a Rock and Roll Hall of Fame-be.
A Vertigo Tour első, USA-beli szakasza márciusban kezdődött San Diegóban és május végén ért véget Bostonban. Európai koncertjeik után, ősszel kezdődik a második amerikai szakasz, mely előreláthatólag decemberben ér véget.
2005. július 2-án a U2 részt vett a Live 8 elnevezésű koncertsorozat londoni koncertjén, a Hyde Parkban.

### A No Line on the Horizon album és a U2 360° Tour
3 héttel az új album megjelenése előtt Ausztráliában nyilvánossá tették a No Line on the Horizon-t.
Nagy várakozás előzte meg az új album megjelenését, hiszen az ezt megelőző 5 évben az együttes nem jelentkezett stúdiólemezzel. Március 2-án az Egyesült Királyságban, majd 3-án az Egyesült Államokban is az üzletekbe került. 30 országban lett number 1 a megjelenés hetében, az USA-ban is a Billboard lista 1. helyén kezdett, hat nap alatt 484000 példány fogyott belőle csak az Amerikai Egyesült Államokban.

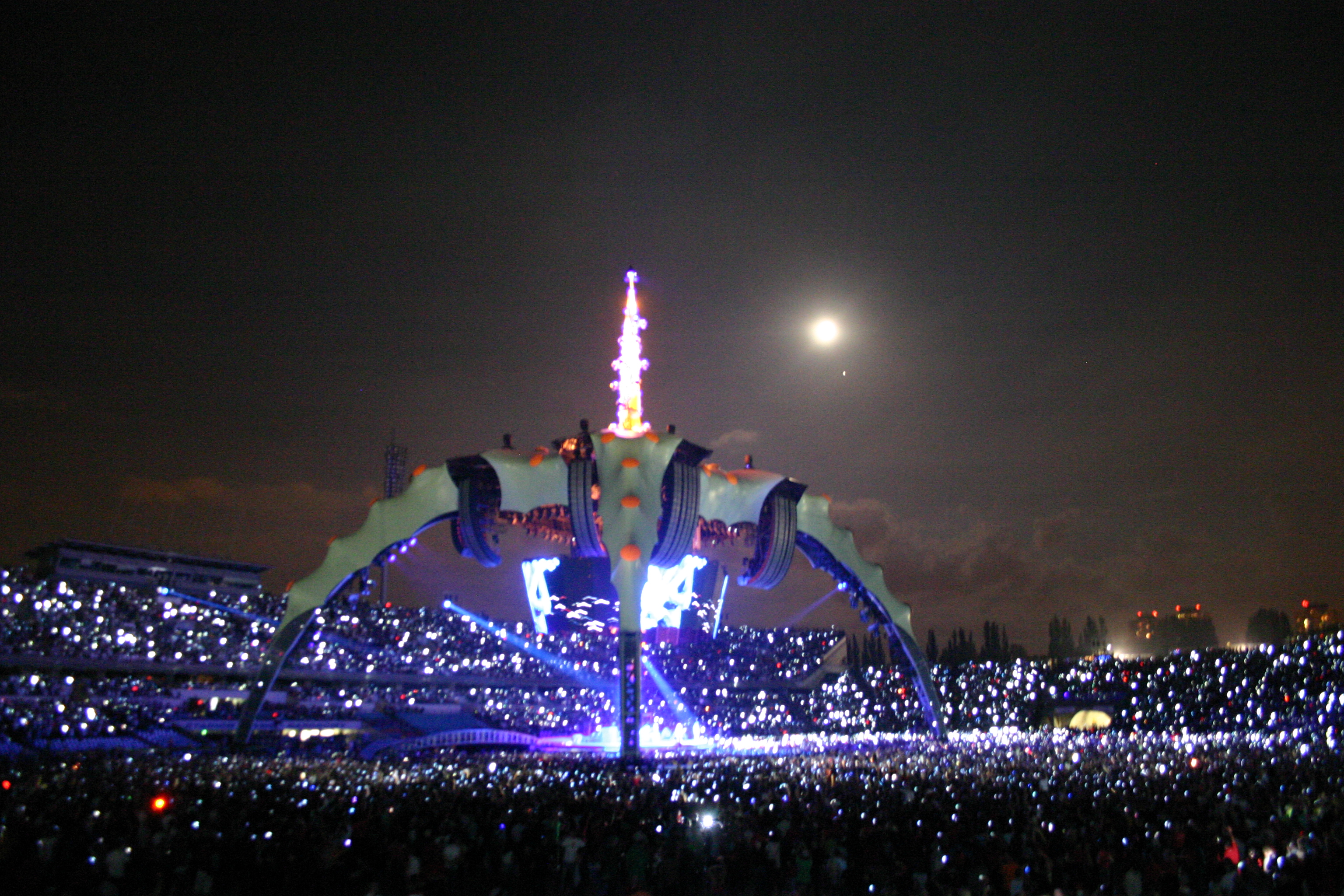
A U2 360° Tour színpadképe

Az együttes 2009. június 30-án U2 360° néven világ körüli koncertkörutat kezdett Barcelonában, ami 110 fellépés után a kanadai Monctonban ért véget 2011. július 30-án. A körút során az együttes 1997 óta először lépett fel a Balkánon, háromszor adott koncertet "otthon", Dublinban, a Croke Parkban. Kaliforniában 97 ezer fizető néző előtt adták elő dalaikat. A legnagyobb nézőszámot 2011. májusában a mexikóvárosi Azteca stadionban érték el 109 ezer fővel, formabontó módon az aréna közepére elhelyezett kerek színpadon játszva, ezzel is utalva a turné nevére, a 360°-ra.
A turné második európai szakasza során, 2010 augusztusától koncerteztek Oroszországban és Törökországban is, majd Ausztrália és Új-Zéland következett.
A koncertsorozat bevétele csak a belépőjegyekből 736 millió dollár volt, amivel megdöntötték a Rolling Stones 558 milliós eddigi rekordját. Öt kontinens 30 országában összesen 7,1 millió jegyet adtak el. A koncertsorozat alatt magyarok is részt vettek a színpadok építésében, hozzáértésük, és profi szaktudásuk miatt többen közülük a zenekar kérésére velük utaztak tovább és dolgoztak, hogy megteremtsék a profi  látványt és hangzást.[forrás?]

## Zenei stílus

### Hatások
A csapat a The Who-t, a The Clash-t, a Ramones-t, a Beatlest, és a Joy Division-t, a Siouxsie & the Banshees-t és Patti Smith-t jelöli meg, azok közül, akik a legnagyobb hatással voltak zenéjükre.
A következő zenészek és csapatok nyilatkoztak úgy, hogy zenéjükre nagy hatással volt az együttes: The Fray, OneRepublic, Coldplay, The Killers, Flickerstick, and Angels & Airwaves.
Számaikat eddig többek között Our Lady Peace, Mary J. Blige, Johnny Cash, The Chimes, Joe Cocker, Bonnie Tyler, Pearl Jam, James Blunt, tobyMac, Fear Factory, Darlene Zschech, Pet Shop Boys, Ignite, The Smashing Pumpkins, Keane, Pillar, Utada Hikaru, Sepultura és a The Bravery dolgozta fel. A U2 együttműködött olyan előadókkal is, mint a Green Day, Bruce Springsteen, Bob Dylan, Elvis Costello, B. B. King, R.E.M. és Anton Corbijn.

## Kampányok és aktivizmus

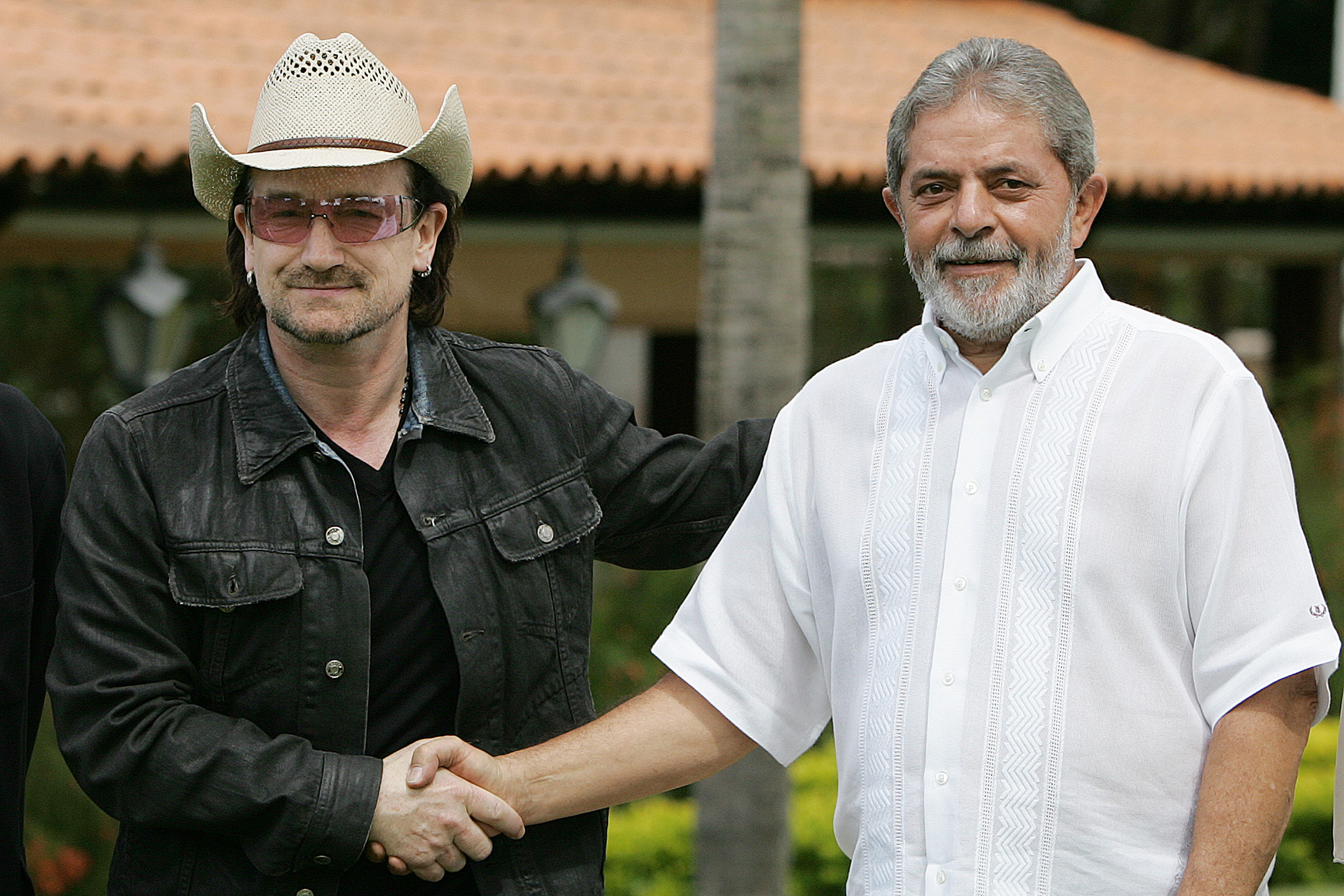
Bono Luiz Inácio Lula da Silva brazil elnök társaságában (2006)

Társadalmi és politikai kommentár, gyakran díszítve keresztény és lelki képekkel, az egyik fő szempont a U2 szövegeinek tartalmában.
Már a korai 1980-as évektől a U2 tagjai – együttesen és külön külön is – sokszor összefogtak más zenészekkel, művészekkel, hírességekkel és politikusokkal, hogy felhívják a figyelmet olyan problémákra, mint a szegénység, betegségek vagy társadalmi igazságtalanságok.
1984-ben Bono és Adam Clayton részt vett a Band Aid megakoncerten, amelynek jótékony célja az etiópiai éhínség enyhítésének támogatása volt. A kezdeményezés során megszületett a Do They Know It’s Christmas? c. sláger is, amely a U2 és Bob Geldof első közös munkája volt.
1985-ben júliusában a csapat fellépett a Live Aid-en is, amely a Band Aid folytatása volt.
Bono és felesége, Ali a World Vision meghívására később ellátogattak Etiópiába, ahol az énekes közvetlen tapasztalatot szerzett az éhínségről. Bono később úgy nyilatkozott, hogy ez az élmény alapozta meg későbbi Afrika-támogató kampányait és néhány dalát is inspirálta.
1986-ban a csapat részt vett az A Conspiracy for Hope turnén, hogy támogassa az Amnesty International-en és a Self Aiden keresztül a munkanélküliség csökkentését Írországban.
Ugyanebben az évben Bono és Ali Hewson, a Sanctuary mozgalom meghívására, ellátogatott Nicaraguába és El Salvadorba is, ahol saját szemükkel láthatták az El Salvador-i polgárháború hatásait. Ezek az 1986-os események jelentősen befolyásolták a The Joshua Tree c. albumuk anyagát, amelynek rögzítési munkálatai éppen zajlottak.
1992-ben a csapat részt vett a Greenpeace Stop Sellafield koncertjén is a Zoo TV turnéjuk keretén belül.
A boszniai háború szarajevói eseményei inspirálták a Miss Sarajevo c. dalukat, melyet 1995 szeptemberében adtak elő először a Pavarotti és barátai koncerten, és amit Bono és Edge a War Childon is elénekelt.
Az együttes egy 1993-as ígéretéhez híven, az 1997-es PopMart turnéja keretei között Szarajevóban is fellépett.
1998-ban néhány nappal a Belfasti egyezmény (néha Nagypéntek egyezmény vagy Good Friday egyezmény) megerősítéséről rendezett népszavazás előtt koncertet adtak Belfastban, melynek során a színpadra hívták David Trimble és John Hume ír politikai vezetőket is, hogy népszerűsítsék az egyezményt.
Még ebben az évben a The Sweetest Thing c. dalukból származó összes bevételt eljuttatták a Csernobili Gyerekek Kezdeményezés alapítvány részére.
2001-ben Walk On c. dalukat Aun Szan Szu Kji mianmari szabadságharcosnak ajánlották.
2003 végén Bono és Edge részt vett a Nelson Mandela patronálásával megrendezett dél-afrikai 46664 koncertjén is, mely a HIV/AIDS megbetegedés megelőzésére hívta fel a figyelmet.
A U2-t és menedzserüket, Paul McGuinesst az Amnesty International az Ambassador of Conscience-díjjal (a lelkiismeret nagykövete díjjal) tüntette ki az emberi jogok biztosítása és betartása érdekében végzett kiemelkedő munkájukért.
2000 óta Bono egyénileg is igen aktív kampánytevékenységbe kezdett. Részt vett a Jubilee 2000 kampányban Bob Geldoffal, Muhammad Alival és még sok más hírességgel, amelynek célja a harmadik világ külföldi adósságainak eltöröltetése volt a Nagy Jubileum alkalmával. Bono a Jubilee 2000 kampány néhány aktivistájával 2002 januárjában létrehozott egy nemzetközi nemkormányközi szervezetet is, DATA névvel, amely név az "adósság, AIDS, kereskedelem Afrikában" kifejezések angol megfelelőinek kezdőbetűiből áll. Ennek célja Afrika társadalmi, politikai és pénzügyi fejlesztése, erősítése.
Bono egészen 2002 júniusáig folytatta kampányát az adósságok eltörléséért és a HIV/AIDS megbetegedés megelőzéséért, ennek során többször ellátogatott Afrikába. .
2006-ban jött létre a Product Red profitorientált cég, amelyben Bono résztulajdonosként szerepel. A cég Az AIDS, Tuberkulózis és Malária Elleni Világalap javára gyűjt pénzt.
A ONE nevezetű kampányt – ami a Make Poverty History kampány amerikai ága – szintén Bono elképzelései és törekvései formálták. A Bono a Yahooval is összeállt, hogy promotálja a kezdeményezést.
2005 végén a Katrina és a Rita hurrikánok okozta katasztrófák után Edge segített bevezetni a Music Rising kampányt, amely olyan zenészek részére gyűjt pénzt, akik a hurrikánok során elvesztették a hangszereiket a Mexikói-öböl partvidékén. 2006-ban a U2 a Green Day-jel feldolgozta a The Skids The Saints Are Coming c. számát is, melynek teljes bevétele a Music Risingot támogatta.
A U2 és Bono ez irányú tevékenységeit természetesen igen sokan kritizálták. Elsősorban baloldali szellemiségű lapokban publikáló írók és aktivisták kérdőjelezték meg Bono különböző politikusok (például Paul Wolfowitz) felé irányuló támogatását, és atyáskodó magatartását különböző kampányok felett. Mások megkérdőjelezik Bono afrikai kampányainak hatékonyságát. Az egyik kritika szerint a nemzetközi segélyek általában csak a politikusokat teszik gazdaggá, miközben népeik szegénységben maradnak.

## Egyéb zenei projektek
Az együttes tagjai számtalan alkalommal vettek részt különböző side-projektekben, és sokszor egymással dolgoztak együtt. Bono 1985-ben az ír Clannad együttessel közösen vette fel az In a Lifetime című dalt. Edge 1986-ban elkészítette a Captive c. film zenéjét. Bono és Edge írta Roy Orbison-nak a Mystery Girl című albumán megjelent She's a Mystery to Me-t. 1995-ben szintén ők ketten szerezték az Aranyszem (Goldeneye) című James Bond-film betétdalát, amit Tina Turner adott elő. Adam Clayton és Larry Mullen Jr. 1996-ban a Mission: Impossible című film zenei témájának remixét készítette el. Passangers név alatt készítettek producerükkel, Brian Enóval egy "nem létező filmek zenéit" tartalmazó albumot (Original Soundtracks No. 1). Mivel a zenei irányítás nagyrészt Enónak engedték át, az album stílusa jócskán különbözik a U2-étől; ugyanakkor két száma (Miss Sarajevo és Your Blue Room) a második best of albumukra is rákerült. Bono háttérvokálozott Mick Jagger Goddes in the Doorway c. albumán található Joy c. számában, ami 2001-ben jelent meg.
Zenészeken kívül a U2 jó néhány íróval dolgozott együtt. William S. Boroughs amerikai író röviddel halála előtt szerepelt a csapat Last Night on Earth c. klipjében. A költő A Thanksgiving Prayer című versét a ZooTV turné során kivetítőkön használták fel. Az együttes Allen Ginsberggel és William Gibsonnal is kollaborált.
A 2000-es évek elején a U2 két dalt írt a The Million Dollar Hotel című filmhez. Az egyik dalt, a Ground Beneath Her Feetet Salman Rushdie-val közösen írták, ezt az író azonos c. regénye inspirálta.

## Diszkográfia
Bővebben: U2-diszkográfia.
Stúdióalbumok
- Boy (1980)
- October (1981)
- War (1983)
- The Unforgettable Fire (1984)
- The Joshua Tree (1987)
- Rattle and Hum (1988)
- Achtung Baby (1991)
- Zooropa (1993)
- Pop (1997)
- All That You Can’t Leave Behind (2000)
- How to Dismantle an Atomic Bomb (2004)
- No Line on the Horizon (2009)
- Songs of Innocence (2014)
- Songs of Experience (2017)
- Songs of Surrender (2023)

Válogatások és koncert albumok
- Under a Blood Red Sky (1983)
- The Best of 1980–1990 (1998)
- The Best of 1990–2000 (2002)
- U218 Singles (2006)

## Videográfia

### Koncertek
1. Under a Blood Red Sky (1984)
2. The Unforgettable Fire Collection (1985)
3. Rattle and Hum (1989)
4. Achtung Baby (1992)
5. Zoo TV Live from Sydney (1994)
6. PopMart Live from Mexico City (1998)
7. Elevation 2001: Live in Boston (2001)
8. U2 Go Home: Live from Slane Castle (2003)
9. Vertigo 2005//U2 Live from Chicago (2005)
10. Vertigo: Live from Milan (2006)
11. U2 3D (2007)
12. U2 360° at the Rose Bowl (2009)

### Klipgyűjtemények
1. The Best of 1980 – 1990 (1999)
2. The Best of 1990 – 2000 (2002)
3. U218 Videos (2006)

## Díjak
A csapat 1988-ban nyert először Grammy-díjat a The Joshua Tree c. albumukkal, és azóta összesen 22 díjat zsebeltek be. Grammy-díjakat többek között eddig olyan kategóriákban nyertek, mint a "Legjobb rock duo vagy csapat", "Az év albuma", "Az év felvétele", "Az év dala" és a "Legjobb rockalbum". A csapatot ezen felül hétszer tüntették ki Brit zenei díjjal. Írországban 2001 óta tizennégyszer nyertek Meteor-díjat. Jelentősebb díjaik között van egy American Music Award, négy MTV videó díj, tíz Q-díj, két Juno-díj, három NME-díj és egy Golden Globe. A U2-t 2005-ben beiktatták a Rock and Roll Hall of Fame-be is.

## Könyvek
- Chatterton, Mark (2001). U2: The Complete Encyclopedia. Firefly Publishing. ISBN 0-946719-41-1
- Flanagan, Bill (1995). U2 at the End of the World. Delacorte Press. ISBN 0-385-31154-0
- Graham, Bill, van Oosten de Boer. U2: The Complete Guide to their Music. London: Omnibus Press (2004. augusztus 11.). ISBN 0-7119-9886-8
- McCormick, Neil (ed), (2006). U2 by U2. HarperCollins Publishers. ISBN 0-00-719668-7
- de la Parra, Pimm Jal (2003). U2 Live: A Concert Documentary. Omnibus Press. ISBN 0-7119-9198-7
- Stokes, Niall. Into The Heart: The Stories Behind Every U2 Song. Harper Collins Publishers (1996. augusztus 11.). ISBN 0-7322-6036-1
- Wall, Mick, (2005). Bono. Andre Deutsch Publishers. (a katalógusokban formailag hibás ISBN-nel szerepel) ISBN 0233001593

### Magyarul
- Mark Chatterton: U2 enciklopédia; ford. Cservenka Ferenc; Art Village, Budapest, 2003
- Bono Bonóról. Beszélgetések Michka Assayasszal; ford. Megyeri Zsuzsa; Európa, Bp., 2006
- Neil McCormick: U2 by U2. Bono, the Edge, Adam Clayton, Larry Mullen Jr.; ford., szerk. Eszenyi Péter és Kiss Borbála Réka; ShowTime, Budapest, 2007
- Bono: Surrender. 40 dal, egy történet; ford. Dési András György; Open Books, Bp., 2022 (On the spot books)